# Боинг 737 MAX
Боинг 737 MAX (енгл. Boeing 737 MAX) је нова фамилија авиона компаније Боинг. Нови модели су базирани на моделима 737 Следећа генерација које ће уједно и заменити. Ово ће бити четврта генерација Боинга 737. Главна модификација у односу на претходну генерацију је употреба већих и штедљивијих мотора CFM International LEAP-1B, док ће се мање измене извршити на крилима и стајним органима. Прва испорука модела 737 MAX је била планирана за 2017. годину када се прослављало пола века од првог лета Боинга 737.
Први лет новог модела спроведен је 29. јануара 2016. године, тачно 50 година након првог лета Боинга 737.
Након два смртоносна пада авиона МАХ 8 у октобру 2018. и марту 2019. године, регулаторни органи широм свијета су приземљили ову фамилију авиона на неодређено вријеме, од 13. марта 2019. године. Након извршених измена и отклањања уочених недостатака, регулаторни органи почели су крајем 2020. године да поново издају одобрења за употребу овог модела. Америчка Савезна администрација за авијацију одобрила је употребу модела 737 MAX у новембру 2020. док је одговарајућа европска агенција исто учинила у јануару 2021.

## Поруџбине
До краја децембра 2016. године авио-компаније су поручиле преко 3.600 летелица овог типа. Међу највећим купцима су Лајн ер (201)., Саутвест ерлајнс (150), Норвиџан ер шатл (100) и Јунајтед ерлајнс (100)
Боинг је у јануару 2019. године објавио да има 5.011 поруџби за 737 МАХ. Авиокомпаније са највише поруџби су Саутвест Аирлајнс са 280 поруџби, Флајдубаи са 251 наруџби и Лајон ер са 251 наруџбом.

## Варијанте
- 737  7 – замена за модел 737-700 и 737-700ЕR
- 737  8 – замена за модел 737-800
  - 737  200 – варијанта модела 737 MAX 8 са гушћим распоредом седишта[12][13]
- 737  9 – замена за модел 737-900 и 737-900ЕR

## Карактеристике
|                         | 737 7            | 737 8            | 737 9            |
| ----------------------- | ---------------- | ---------------- | ---------------- |
| Капацитет               | 126 (2 класе)    | 162 (2 класе)    | 180 (2 класе)    |
| Дужина                  | 33,6 m           | 39,5 m           | 42,1 m           |
| Распон крила            | 35,9 m           | 35,9 m           | 35,9 m           |
| Висина                  | 12,5 m           | 12,5 m           | 12,5 m           |
| Крстарећа брзина        | 0,79 Маха (842 ) | 0,79 Маха (842 ) | 0,79 Маха (842 ) |
| Максимална полетна маса | 72.303 kg        | 82.191 kg        | 88.314 kg        |
| Долет                   | 6.208 km           | 6.513            | 6.513            |
| Мотори (× 2)            |                  |                  |                  |
| Пречник ротора          | 176              | 176              | 176              |

Извор: Спецификације Боинга 737.